# Ley de citas
La ley de citas de 426 fue una norma del derecho romano que regulaba la recitatio de las obras de los juristas romanos ante los tribunales, es decir, establecía qué juristas podían ser invocados y los criterios para la decisión del juez cuando sus opiniones eran diversas.

## Características
Esta ley era propiamente una constitución imperial de 7 de noviembre de 426, redactada en Rávena por el emperador de occidente Valentiniano III y dirigida al Senado de Roma. Por ello, con la expresión ley de citas se hace referencia solamente a la parte en que ésta se refiere a la cita de las obras de los juristas, puesto que su texto era más extenso y se refería a otras materias, como derecho sucesorio y donaciones.
Establecía que exclusivamente podían citarse las obras de Gayo, Papiniano, Paulo, Ulpiano y Modestino. Si sus opiniones eran distintas, prevalecía la mayoritaria. En cambio, si no existía mayoría en un sentido o había empate, prevalecía la opinión de Papiniano. En caso de que este último no se hubiera manifestado al respecto, el juez quedaba libre de elegir entre las opiniones presentadas. En cambio, otros juristas de relieve como son Escévola, Masurio Sabino o Salvio Juliano, quedaron desautorizados dado que no fue posible determinar la antigüedad de sus obras.